# 田既
田既（前3世纪？—前203年），秦末汉初齐国人。
前203年十月，汉王刘邦的大将军韩信打到齐国的都城临淄（今山东省淄博市临淄区）。齐王田广领兵向东逃往高密（今山东省高密市西），派使者向西楚求援。田横逃到博阳（今山东省泰安市东南），田光逃到城阳（今山东省莒县），田既驻扎在胶东（今山东省平度市东）。十一月，韩信击败楚将龙且，至城阳俘获了田广，又俘获田光、其守相许章，派曹参、柴武进兵胶东，击杀胶东将军田既。